# Acte III du mouvement des Gilets jaunes
Pour les articles homonymes, voir Gilets jaunes.
 (février 2020).
- Si vous ne connaissez pas le sujet, laissez ce bandeau (vous pouvez alors contacter les auteurs).
- Si vous supprimez le contenu mis en cause (vous pouvez préalablement contacter les auteurs),

argumentez précisément cette suppression dans la page de discussion
(un manque de référence n'est pas un argument ; une recherche réelle de référence doit avoir été effectuée, être formellement documentée).
L'Acte III du mouvement des Gilets jaunes est la troisième mobilisation du mouvement de protestation non structuré et sporadique des Gilets jaunes s'étant déroulé le samedi 1er décembre 2018 dans toute la France. Elle a rassemblé quelque 136 000 manifestants selon un bilan du ministère de l'Intérieur, contre 166 000 la semaine précédente,.
Cette mobilisation est marquée par de nombreuses violences et heurts avec les forces de l'ordre notamment dans plusieurs arrondissements de Paris, des casseurs vandalisent du mobilier urbain, des commerces et véhicules, ainsi que l'arc de triomphe de l'Étoile. Sans précédent depuis les événements de Mai 68,,, des « scènes de guérilla urbaine, » ont également émaillés de nombreuses villes de France,, notamment au Puy-en-Velay où la préfecture est incendiée et Narbonne où un péage autoroutier ainsi qu'un peloton autoroutier de gendarmerie sont vandalisés, incendiés et détruits.

## Contexte
Le mouvement des Gilets jaunes, apparu au début du mois de novembre 2018, est lancé et se développe initialement uniquement via le web, au travers de médias sociaux (Facebook, Twitter, YouTube) ou de plateformes dédiées. Les réseaux sociaux jouent ainsi un rôle majeur de catalyseur dans la mobilisation des Gilets jaunes à travers la France. Après quelques actions sporadiques à travers la France au début du mois,,, le premier acte de mobilisation débute le 17 novembre 2018. À Paris, celui-ci commence tôt, avec notamment le blocage du périphérique à la suite d'un rassemblement organisé à la porte Maillot. L'après-midi, plusieurs dizaines de manifestants défilent sur l'avenue des Champs-Élysées, au niveau de la place Charles-de-Gaulle, puis se dirigent vers le palais de l'Élysée, avant de se retrouver bloqués sur la place de la Concorde,. Le lendemain, le ministère de l'Intérieur communique ses chiffres pour la journée du 17 : un pic de 287 710 manifestants à 17 h dans toute la France, 2 000 manifestations (sites occupés), un mort, 409 personnes blessées, 117 interpellations ayant donné lieu à 73 gardes à vue,.

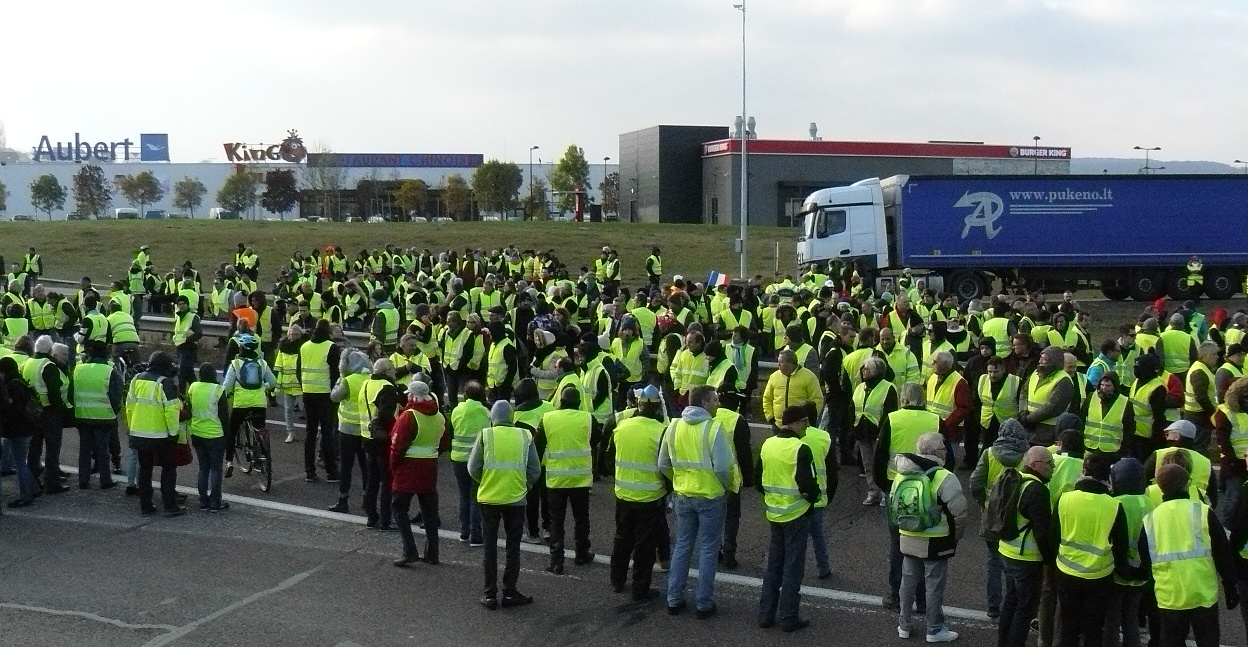
Manifestants autour d'un rond-point à Vesoul le 17 novembre 2018.

Dans les jours qui suivent, des dizaines de milliers de manifestants restent mobilisés. Le 18 novembre, selon une source policière, 46 000 personnes se sont rassemblées à travers le pays. La contestation s'organise autour de blocages de routes et ronds-points et de manifestations. Ces protestations mobilisent surtout les habitants des zones rurales et périurbaines, mais s’organisent également dans des métropoles. Une semaine plus tard, pour l'Acte II, la mobilisation continue ; de nombreux gilets jaunes se sont relayés sur les points de rassemblement toute la semaine sur les réseaux sociaux. Mais le mouvement semble s'affaiblir dans la rue et le 24 novembre les manifestants sont moins nombreux d'après le ministère de l'Intérieur : après avoir annoncé 106 301 manifestants dans toute la France, celui-ci revient sur son comptage huit jours plus tard en faisant état de 166 000 manifestants. Cet acte II est toutefois marqué par les premiers heurts face aux forces de l'ordre sur les Champs-Élysées, à Paris. Au total, 24 personnes sont blessées dont cinq policiers.
Le vendredi 30 novembre, un rendez-vous avec le premier ministre Édouard Philippe est marqué par l’absence de Gilets jaunes. Une première personne vient anonymement par la porte de derrière alors qu'une second rebrousse chemin alors que le chef du gouvernement lui annonce qu'il refuse que l'entretien soit diffusé en direct sur les réseaux sociaux. Éric Drouet et d'autres personnalités du mouvement déclinent l'invitation, considérant qu'ils ne peuvent pas se présenter comme une délégation officielle.

## Préparation d'un troisième samedi de mobilisation

### Côté manifestants
Les Gilets jaunes apparaissent divisés sur la stratégie à adopter pour l'acte suivant, certains souhaitant se rendre massivement à Paris — ville qui, à leurs yeux, représente un double symbole, celui du pouvoir et celui de la richesse — tandis que d’autres veulent continuer à bloquer le reste du pays,. Sur les réseaux sociaux, deux rassemblements ont été déclarés auprès de la préfecture de police : le premier, à l'initiative d'un particulier, prévoit un rassemblement à 14 heures place de la Madeleine pour un trajet jusqu'à la place de la Bastille. Le second, à l'appel d'un Mouvement citoyen des Gilets jaunes, souhaite se rassembler dans l'après-midi place de la République. Cependant, plusieurs appels à manifester sur les Champs-Élysées circulent également sur Facebook, notamment un événement où 16 000 personnes ont annoncé vouloir y participer et plus de 85 000 se déclarent « intéressées ».
Ailleurs en France, des appels à des rassemblements locaux ont également été lancés, notamment à Bordeaux, Brest, Toulouse, Montpellier, Lille ou Marseille.

### Côté forces de l'ordre
65 000 membres des forces de l'ordre sont mobilisés dans toute la France pour l'Acte III. Face aux débordements du weekend dernier, les Champs-Élysées sont fermées à la circulation et sécurisées à partir de 6 heures du matin,, ainsi que les accès à l’Assemblée nationale, dont la rue Royale de la place de la Madeleine à la Concorde, et le pont de la Concorde, avec des contrôles d’identité et fouilles obligatoires à la suite d'un filtrage,, ceci dans le but de « sécuriser les commerces, les hôtels et les touristes ». Ce dispositif est de type « fan-zone » qui consiste à donner aux manifestants l’accès à un périmètre fermé et aux entrées contrôlées,. Quant à place de l'Étoile et de l'Arc de Triomphe, la zone est sécurisée par deux forces mobiles. Divers points de filtrages sont mis en place autour des Champs-Élysées et la préfecture prévoit des zones d'exclusion autour du palais de l'Élysée et de Matignon,.
Entre 4 000 à 5 000 membres des forces de l'ordre sont mobilisés dans la capitale,, (soit 2 000 de plus que la semaine dernière), dont 1 700 filtrent l’accès aux Champs-Élysées ou sécurisent les voies de circulation à ses abords, (soit un tiers des unités en protection statique). Ceux-ci comprennent 26 compagnies de CRS et 23 escadrons de gendarmes mobiles, associés à des policiers de la Compagnie de sécurisation et d’intervention (CSI 75), mais aussi de la Direction de l’ordre public et de la circulation (DOPC) et de la Direction de la sécurité de proximité de l'agglomération parisienne (DSPAP), notamment plusieurs Brigades anti-criminalité (BAC) déployées avec des policiers en civil,.

## Déroulement

### À Paris
Il est à peine 4 h 40 du matin lorsque les policiers, stationnés aux abords de la grille du Coq, à l’entrée des jardins des Champs-Élysées, constatent la présence des premiers manifestants. Une heure plus tard, ils sont déjà près de 700 à se masser dans le quartier, du jamais-vu selon un cadre de la direction de l'ordre public et de la circulation,. De nombreux manifestants ne veulent pas rejoindre le périmètre sécurisés des Champs-Élysées, provoquant le dispersement de petits groupes aux abords de l'avenue,. Les heurts suivis des premiers tirs de grenades lacrymogènes débutent aux alentours de 08 h 45,. Quinze minutes plus tard, des manifestants qui tentent de forcer un point de contrôle sur la place de l'Étoile provoque une riposte des forces de l'ordre,, faisant usage de lacrymogènes,. Face aux nombres toujours plus importants de manifestants, un millier dénombrés à 10 h 00 (dont une quinzaine ont été interpellés), certains cherchent à rejoindre les Champs-Élysées sans être fouillés. Les premières poubelles brûlent et des barrières de chantier sont démontées,. Au même moment, un groupe de manifestants est repoussé par les CRS avenue Foch, tandis que d'autres se donnent rendez-vous place de la Bastille, place des Ternes, ainsi qu'à Rivoli,.
Alors que certains atteignent la place de la Concorde, plus d'un millier de Gilets jaunes se rassemblent près de l'Arc de Triomphe, refusant d'accéder au lieu de la manifestation autorisée,. Selon le ministère de l'Intérieur, seuls quelques centaines d'entre eux ont accepté la fouille pour accéder à l'avenue cadenassé des Champs-Élysées. Le canon à eau est déployé sur rond-point de l'Étoile afin de déloger ceux présents, ainsi que l'hélicoptère géostationnaire afin d’aiguillier la salle de commandement de la Direction centrale de la Sécurité publique de Paris. Les services de renseignement craignent l'infiltration de bandes de casseurs venus en découdre.

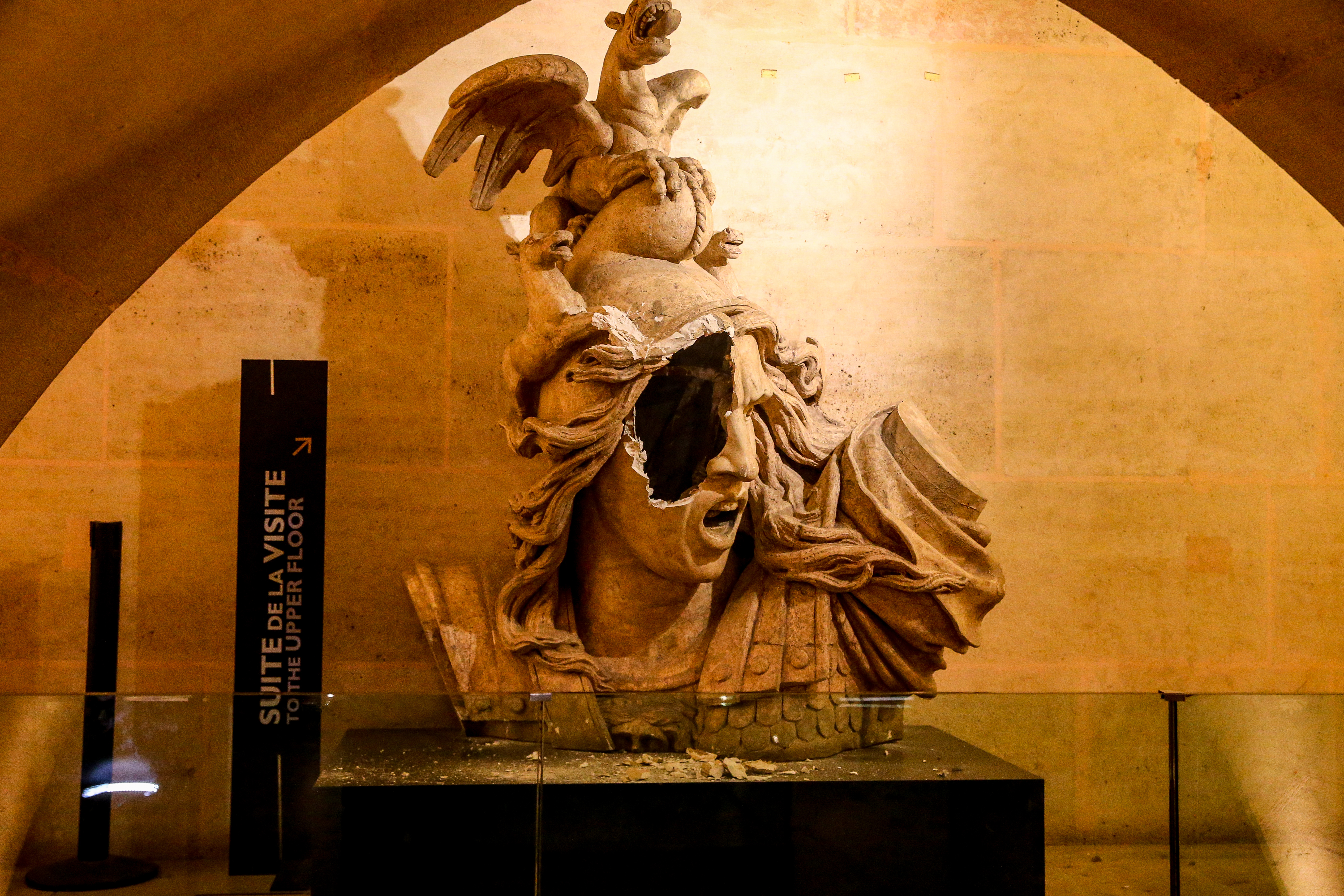
Dégradation du moulage en plâtre du Départ des volontaires de 1792.

Un groupe d'extrême droite s'approche de l'Arc de triomphe de l'Étoile puisque le palais de l'Élysée et l'Assemblée nationale sont hors d'atteinte. L'ensemble du quartier se couvrent de graffitis « GUD », « ACAB » ou encore « les Zouaves viennent sortir du zoo ». Le groupuscule les Zouaves Paris déploie une banderole :  « Le peuple aux abois, tuons le bourgeois ». D'autres manifestants issus de « collectifs nationalistes dits identitaires » rejoignent à leur tour la place Charles-de-Gaulle et entourent la tombe du Soldat inconnu pour la protéger. Cette action, filmée par les téléphones portables, est massivement relayée sur les réseaux sociaux et reprise en particulier par les militants du Rassemblement national et de Debout la France,.  
Puis des militants de l'ultragauche, des anarchistes, des autonomes et des Gilets jaunes sans appartenance politique rejoignent la place de l'Étoile et décident de s'attaquer à l'Arc de triomphe de l'Étoile.
L'Arc de triomphe de l'Étoile est investi par des manifestants, il subit des dégradations importantes. Le ministre de la Culture, Franck Riester, avance un coût global de remise en état à hauteur de 1,2 million d'euros. Lors du procès de mars 2021, huit manifestants sont reconnus coupables d’avoir pénétré par effraction dans l'Arc de Triomphe et dégradé celui-ci. Ils seront condamnés à des peines modestes, les principaux auteurs des faits, n’ayant pas pu être identifiés,.
À la mi-journée, les affrontements se déplacent dans les avenues adjacentes du rond-point de l'Étoile après le blocage de la place par un double cordon policier,. Les premiers messages de l'exécutif dénonçant les violences émaillant les manifestations sont postés vers 13 h 00 : le premier ministre Édouard Philippe dénonce « des éléments perturbateurs venus en découdre avec les forces de l'ordre avec une violence rarement atteinte » tandis que Christophe Castaner, ministre de l'Intérieur, estime que les attaques contre les forces de l'ordre et les symboles du pays sont « une insulte à la République ». Le premier ministre fait d'ailleurs état de 5 500 manifestants sur les Champs-Élysées et de moins de 36 000 dans toute la France,. La barre des 100 interpellations est franchie à la mi-journée.

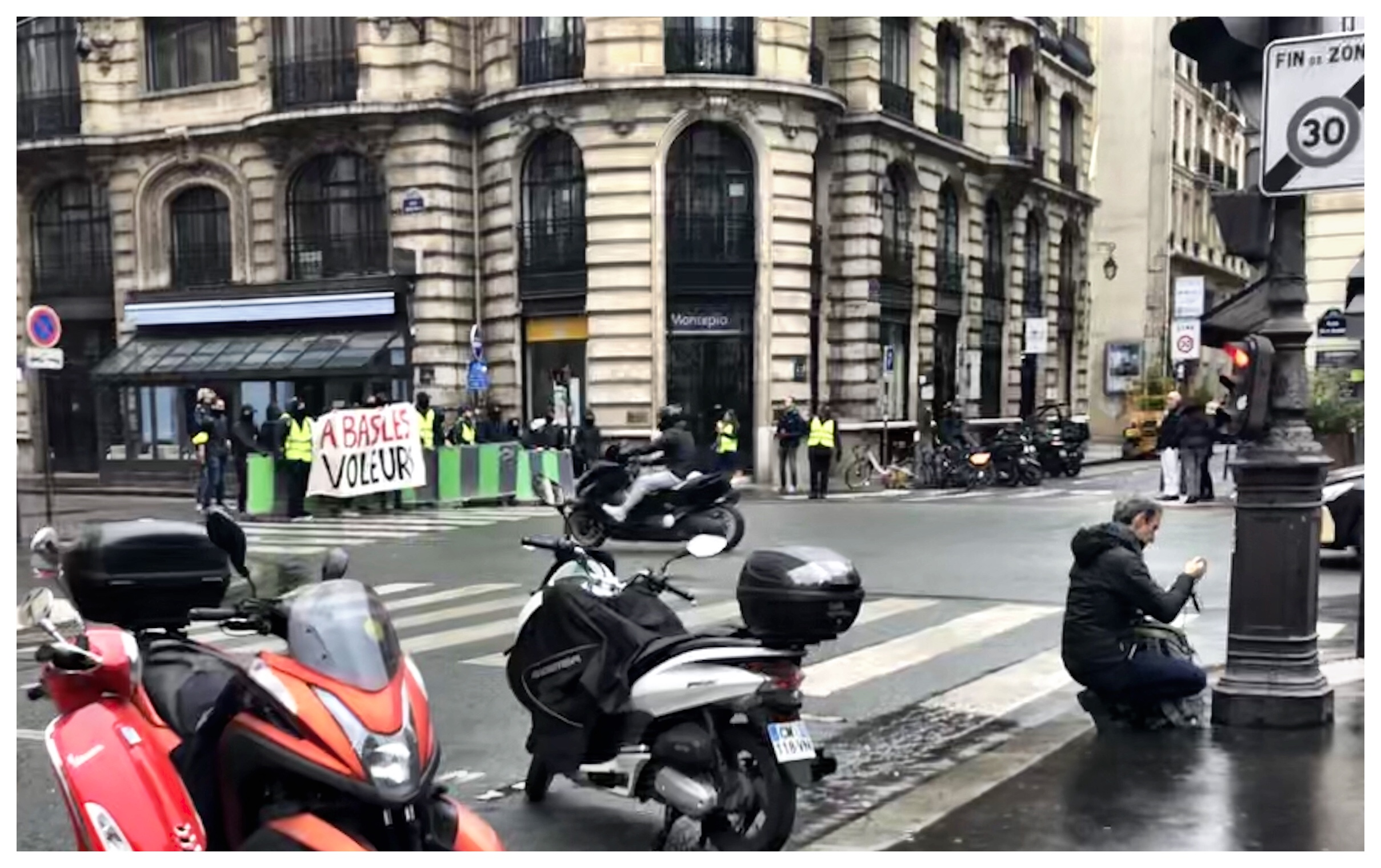
Manifestants devant une barricade dans le quartier Vivienne (Paris, 2e) en début d'après-midi.

Les violences montent d'un cran dans l'après-midi : un homme est grièvement blessé par un tir de flash-ball à la carotide près de l'Arc de triomphe, plusieurs voitures sont incendiées et du mobilier urbain saccagé dans les avenues de Friedland, Foch, Kléber et Pierre-Ier-de-Serbie,,. Le ministère de l'Intérieur recense en début d'après-midi vingt blessés, dont six parmi les forces de l'ordre.
Au même moment, de nombreux syndiqués de la CGT manifestent aux côtés des Gilets jaunes à la place de la République « contre le chômage et la précarité »,.
Malgré le manque de convergence entre les quartiers populaires et les Gilets Jaunes,, le comité Adama emmené par Assa Traoré, qui milite contre les violences policières, appelle également à rejoindre le mouvement dès le 1er décembre à Paris,. Soutenu par plusieurs personnalités de gauche, le comité se rassemble avec les cheminots de la gare Saint-Lazare avant de converger vers le quartier des Champs-Élysées.
Vers 15 h 00, alors qu'une trentaine de stations de métro sont fermées, des groupes de casseurs se dispersent dans différents quartiers de la capitale,. Une agence LCL est incendiée dans le quartier du boulevard Haussmann, nécessitant l’intervention des sapeur-pompiers de Paris,. Plusieurs magasins et agences immobilières sont vandalisés et pillés, ; la totalité des avenues partant de la place de l'Étoile sont touchées par ces incidents, lieu où des affrontements avec la police se poursuivent,.
Les autorités dénombrent 10 000 Gilets jaunes pour 25 rassemblements, et 65 blessés rien qu'à Paris, pour 169 interpellations, soit davantage que pendant l'ensemble du précédent rassemblement parisien le 24 novembre, où 103 personnes avaient été arrêtées,. Ce bilan provisoire est déjà plus lourd que celui de la précédente mobilisation à Paris le 24 novembre pendant laquelle 24 personnes avaient été blessées, dont 5 parmi les forces de l'ordre.

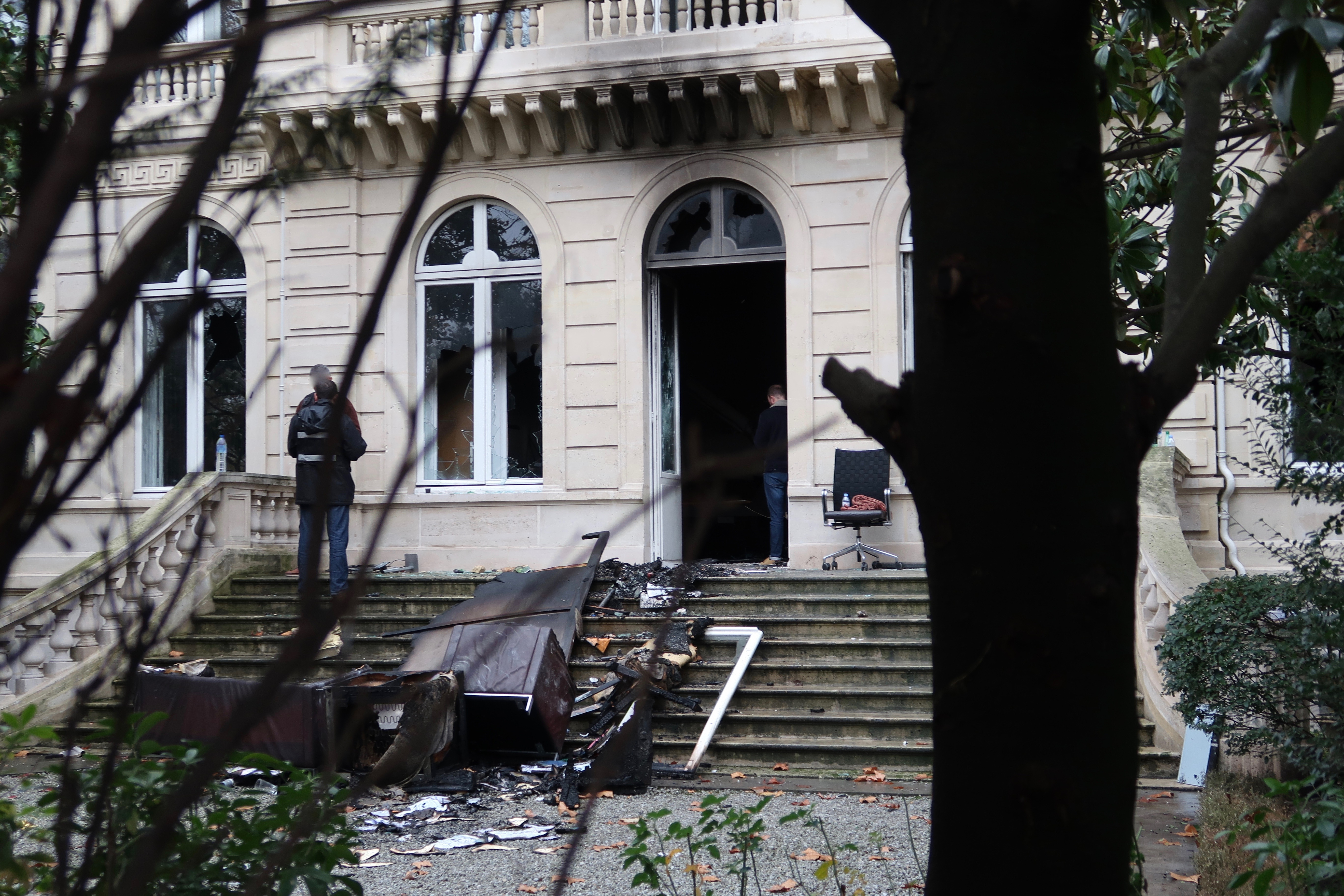
Hôtel particulier incendié et vandalisé à l'angle de la place Charles-de-Gaulle et de l'avenue Victor-Hugo (Paris, 16e). Photographie prise le lendemain de la manifestation.

Face à la propagation des violences, les autorités semblent impuissantes,, les fonctionnaires et responsables évoquant des méthodes de maintien de l’ordre dépassées pour ce type d'événement,,. Dans le IIe arrondissement, plusieurs dizaines de personnes s'attaquent au palais Brongniart (place de la Bourse),, tandis qu'avenue Kléber, près de la place de l'Étoile, un hôtel particulier est incendié,. Les exactions s’étendent également à la place de Clichy, aux Halles, Bastille, Opéra, Vendôme et à la gare Saint-Lazare où des policiers à cheval seront déployés,. Le Printemps Haussmann et les Galeries Lafayette, deux célèbres magasins parisiens, sont évacués en fin d'après-midi par mesure de sécurité,.

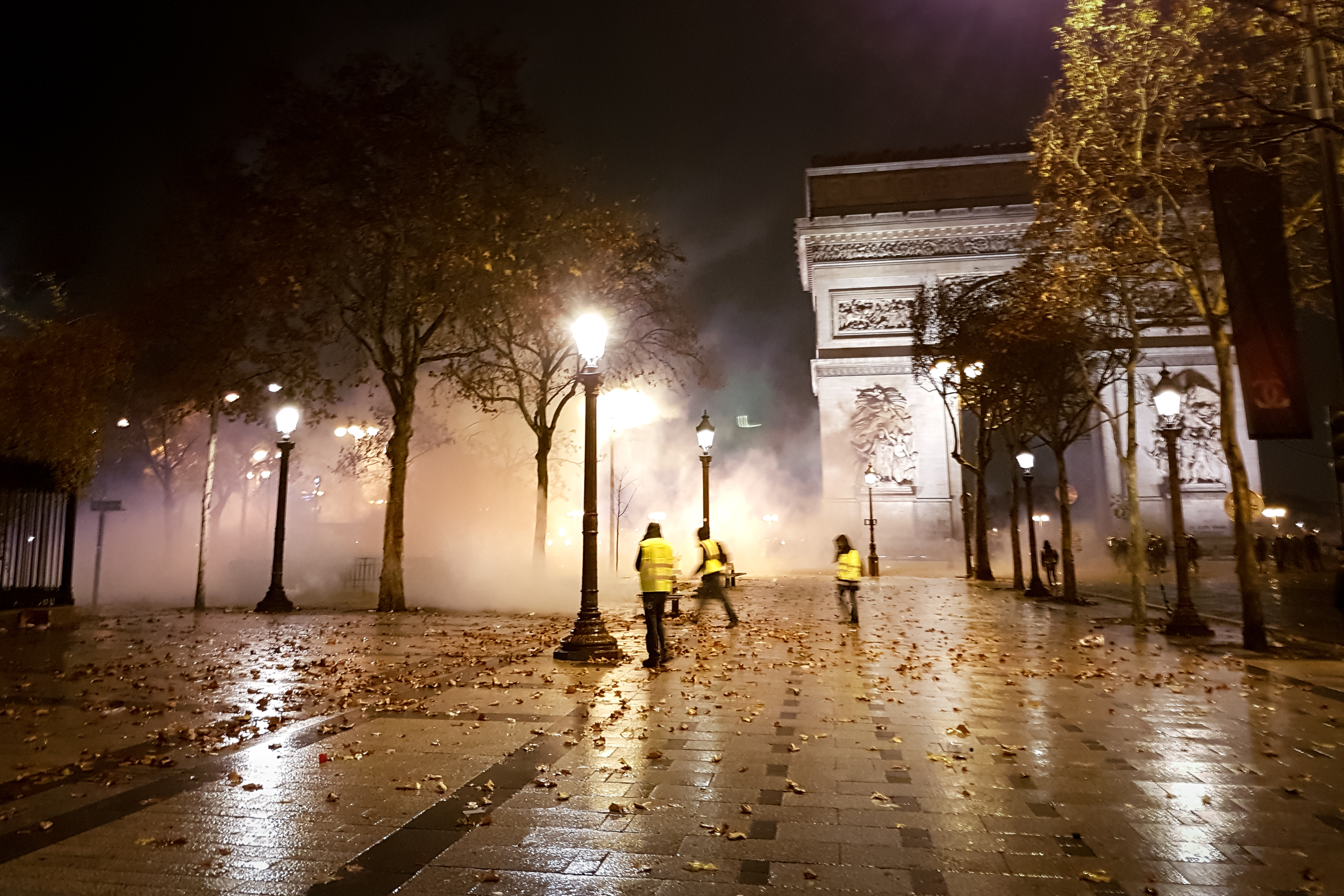
Affrontements entre gilets jaunes et forces de l'ordre en fin de journée sur la place de l’Étoile.

Vers 19 h 00, après six tentatives infructueuses,, les forces de l’ordre ont repris la moitié de la place de l'Étoile et le calme revient peu à peu,, mais quels points de tensions subsistent encore. Notamment dans la rue de Rivoli,, où les vitrines du centre d'art Jeu de paume sont vandalisées et deux personnes blessées (dont un grièvement) par la chute d'une des grilles du jardin des Tuileries, arrachée par des manifestants,. Un fusil d’assaut de type HK G36 et plusieurs équipements, appartenant à une compagnie de sécurisation et d'intervention, ont été dérobé aux policiers après avoir été prise à partie dans leurs fourgons aux abords de la station Iéna dans le XVIe arrondissement,. L'arme ne sera jamais retrouvée,. Du matériel est également dérobé dans un véhicule de police avant d'être incendié dans la rue Danielle-Casanova (Ier arrondissement), à quelques dizaines de mètres du ministère de la Justice. Un second véhicule de police sera incendié quelques heures plus tard rue du Faubourg Saint-Honoré (VIIIe arrondissement) à la hauteur du commissariat, qui avait déjà été attaqué à la mi-journée,. 
Les derniers pillages de commerces et affrontements durent jusqu'à 22 h 30,, notamment dans le secteur de l'avenue Kléber,.

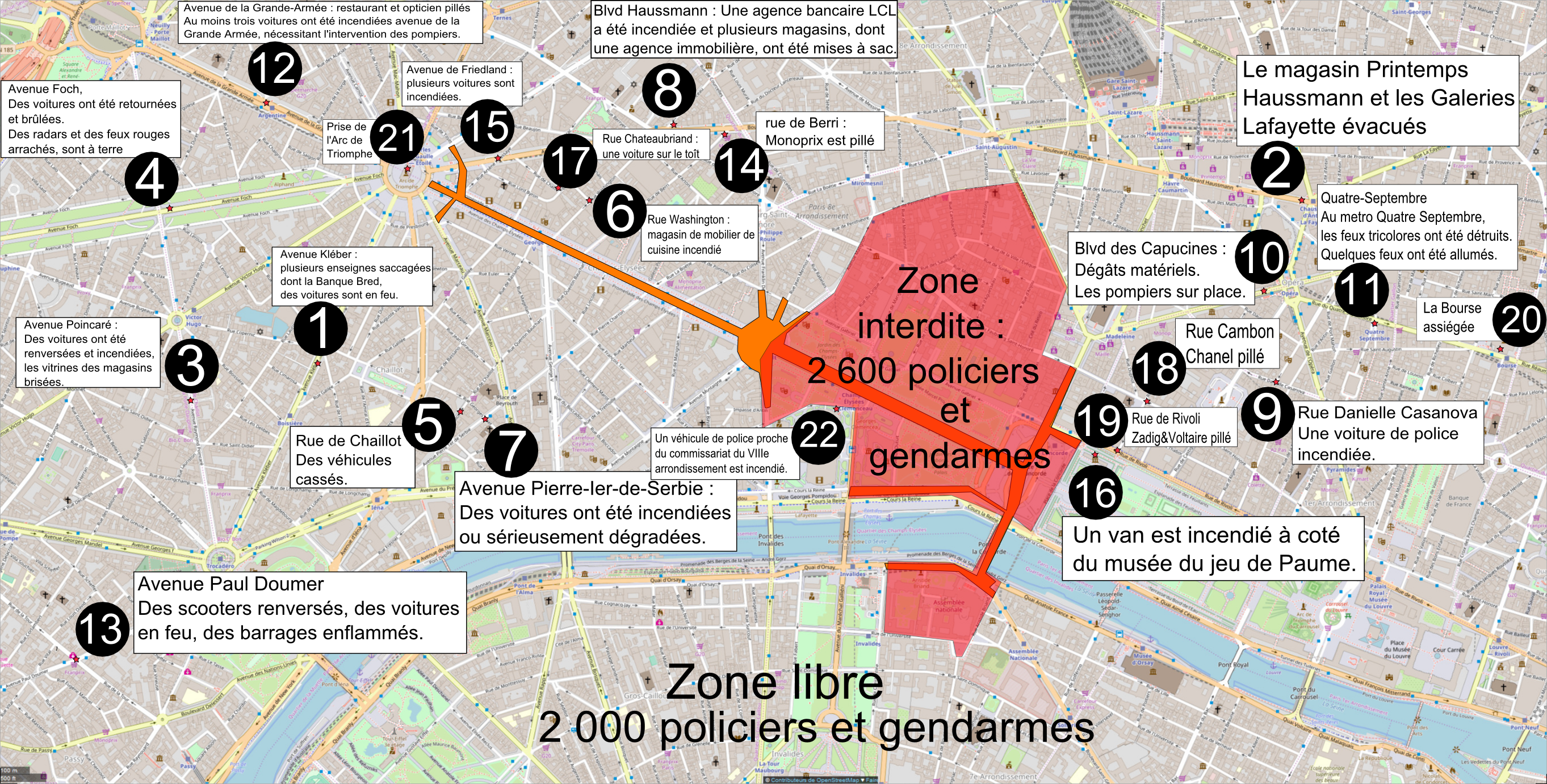
Carte montrant le dispositif policier prévu (en rouge) et les principales violences s'étant déroulées dans la capitale au cours de la journée.

Cette troisième journée de mobilisation a été marquée par des violents heurts dans la capitale, qualifiés d'insurrection ou d'émeutes par certains médias ou responsables politiques,,,. Les pompiers sont intervenus sur 230 à 250 feux,, une centaine de véhicules sont partis en fumée (dont 2 de police) et six immeubles incendiés. Des groupes de casseurs ont saccagé mobiliers urbains, engins et palissades de chantier, bouches d’incendie, vandalisé l'arc de triomphe de l'Étoile et dégradé ou pillé plus de 200 commerces, bureaux et agences bancaires (dont 142 fortement affectées) dans l'ouest et le centre de Paris, notamment les XVIe, VIIIe, IXe et Ier arrondissements,. Les affrontements entre forces de l'ordre et manifestants ont fait 133 blessés (dont 23 parmi les forces de l'ordre) selon un bilan officiel. Au total, la police a procédé à l'interpellation de 412 personnes, dont 378 ont été placées en garde à vue,.

### En région

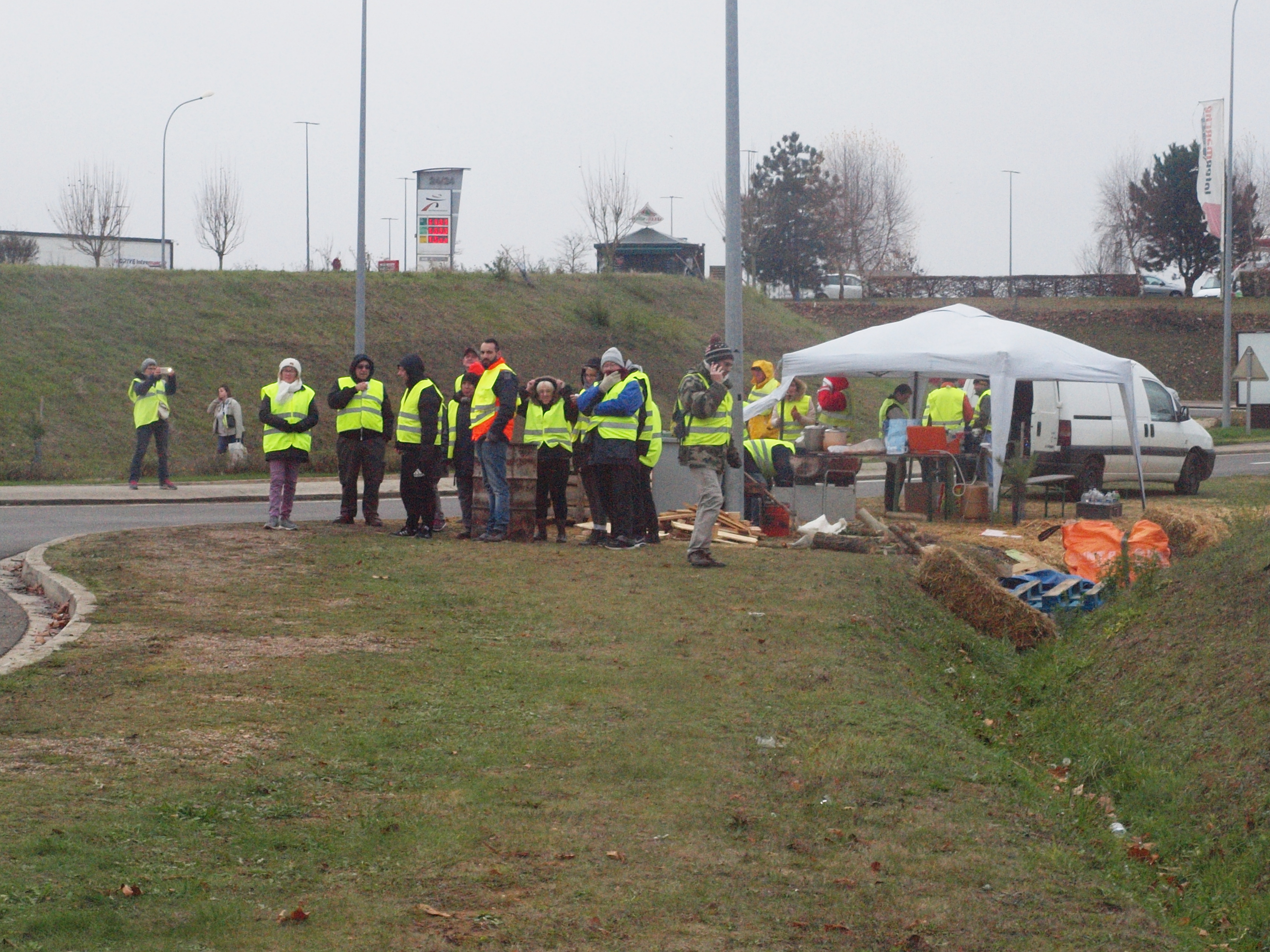
Campement des Gilets jaunes de Villeneuve-la-Guyard (Yonne) au rond-point de la RN6.

En régions, les rassemblements débutent également dès la matinée. Les manifestants mènent plusieurs opérations péage gratuit dès 09 h 00, notamment au péage de Gerzat (A71), dans le Puy-de-Dôme, sur l'A62 aux péages de Langon et de Saint-Selve, sur l'A89 aux péages des Billaux (au Nord de Libourne) et de Saint-Médard-de-Guizières, ou encore sur l'A20. Vers 13 h 00, environ 150 Gilets jaunes ont ouvert les barrières du péage de Buchelay - Mantes-la-Jolie (A13), en direction de la Normandie. Vinci Autoroutes rapporte également des blocages de péages sur les autoroutes A6, A7, A8, A9, A10, A11, A28, A50, A52, A520, A54, A61, A63, A64 et A72.
En Gironde, les Gilets jaunes multiplient les actions locales : une manifestation à Bordeaux (totalisant plus de 3 000 personnes), des barrages filtrants, des opérations péage et parking gratuit. À 12 h 00, une vingtaine d'actions sont en cours dans le département mais aucun point noir n'est à signaler sur les autoroutes ainsi que sur le réseau secondaire du département. Sept personnes ont été blessées à la fin de la manifestation, dont une grièvement à la main après quelques heurts opposant quelques centaines de manifestants aux forces de l’ordre,. Certains ont tenté sans succès d’entrer dans l’Hôtel de ville.

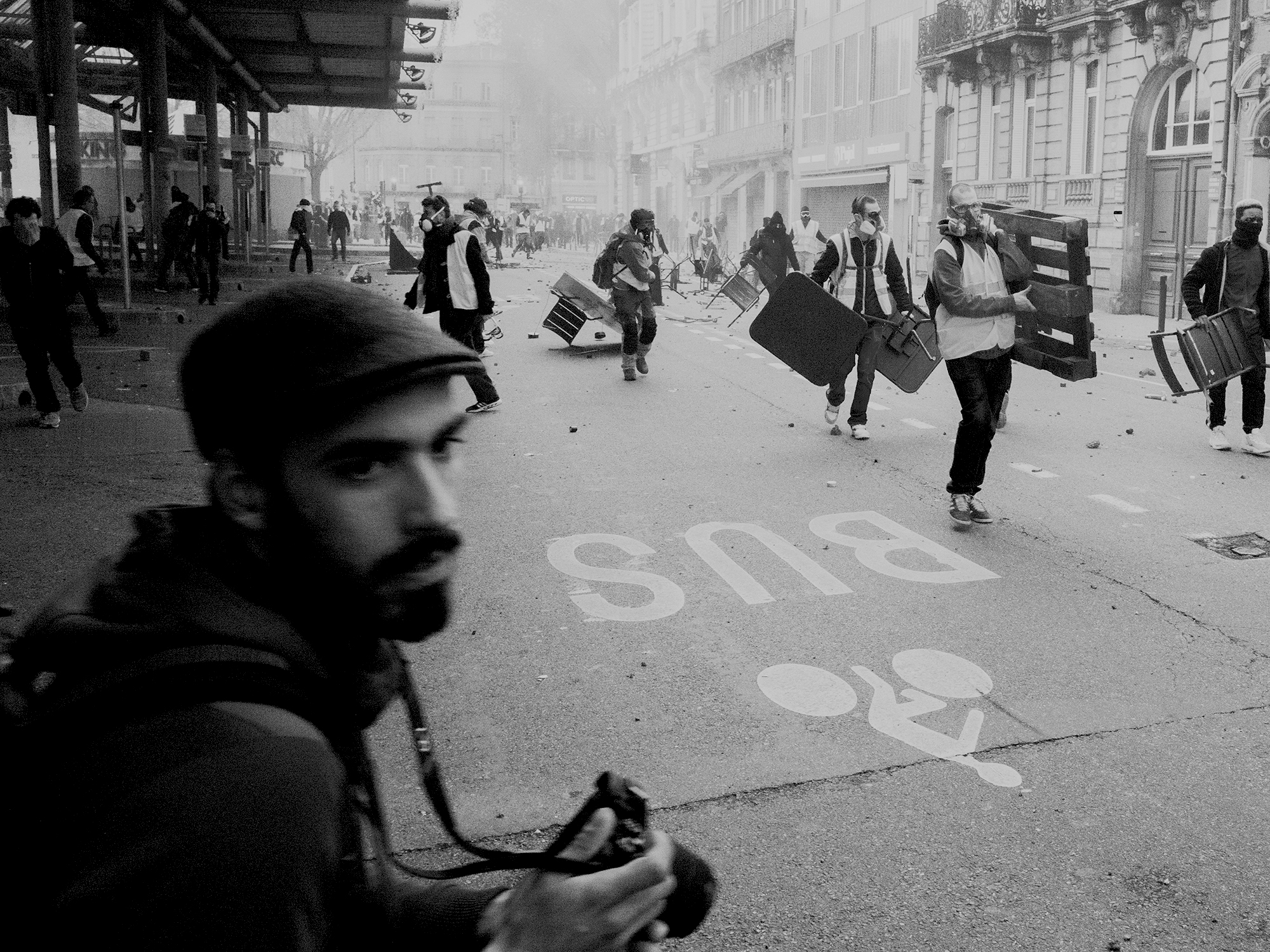
Manifestants montant une barricade à Toulouse.

Lors des manifestations, des face-à-face tendus ont opposé dans l'après-midi les manifestants aux forces de l'ordre dans le Sud-Ouest, notamment dans le centre-ville de Toulouse, (57 blessés). À Albi, lieu de rassemblement de 2 300 personnes, la préfecture du Tarn a été ciblé et fit l'objet d'une tentative d'intrusion, ; à Narbonne, près de 800 personnes ont manifesté et un groupe s'en est pris à la sous-préfecture en brisant les portails et fenêtres. Les préfectures ont également été ciblé dans les villes de Tarbes, Bourg-en-Bresse, Carcassonne et Avignon,,. Dans d'autres villes d'Occitanie, de nombreux barrages filtrant ou bloquant totalement la circulation ont été organisés,. Le viaduc de Millau a notamment été coupé par les gilets jaunes dans les 2 sens, sur l'autoroute A75.
Un sit-in devant la Cour européenne des droits de l'homme a été organisé à Strasbourg. Vers 12 h 45, de brèves échauffourées ont éclaté, nécessitant l'usage de gaz lacrymogènes, lorsque quelques gilets jaunes ont tenté de quitter le trajet prévu de la manifestation. Environ 500 personnes ont manifesté selon les organisateurs et la police.

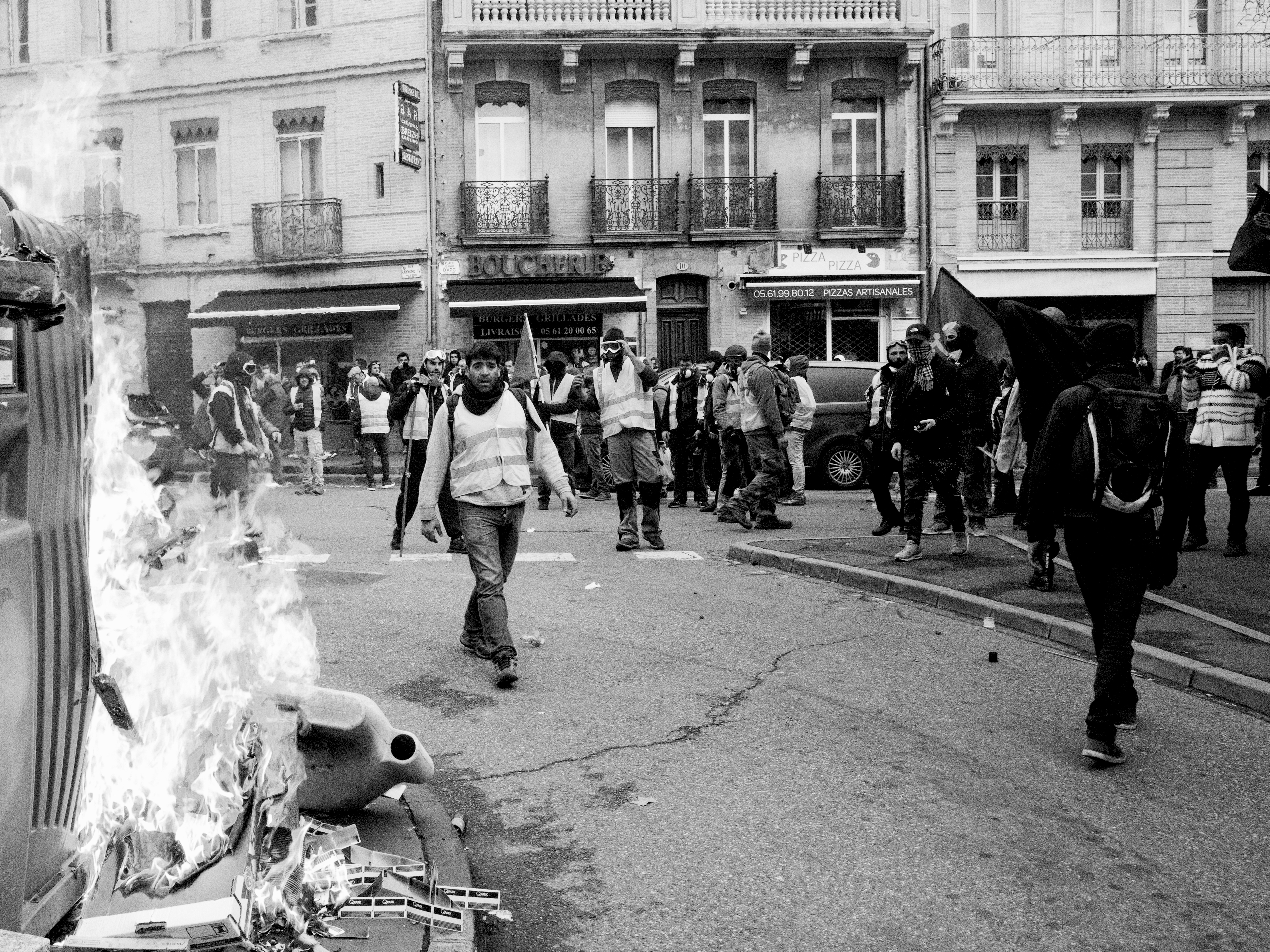
Rassemblement dans la ville rose.

Plusieurs manifestations ont été organisées à Marseille,. Selon la préfecture de police, elles ont rassemblé des gilets jaunes, motards, lycéens, syndicats de la CGT et délogés, dont le drame imprègne encore la ville après l'effondrement des immeubles en novembre 2018. En fin de journée, la situation dégénère alors que la manifestation est censée s'achever. Les forces de l'ordre sont obligées d'intervenir. Des boutiques sont pillées, parmi lesquelles un magasin de téléphonie et une bijouterie ; un véhicule de police est incendié sur la Canebière ainsi que de poubelles et du mobilier urbain saccagé,.
Des dégradations importantes ont également été commises à Charleville-Mézières, dans les Ardennes, lors d'un rassemblement impliquant 500 à 600 manifestants. Six personnes ont été blessés dont quatre policiers,. Le centre-ville de Dijon a subi des troubles graves au cours desquels neuf personnes ont été interpellées. La préfecture indique des scènes de guérilla urbaine, notamment lorsqu'un groupe a tenté de mettre le feu à l'hôtel de ville de Dijon,. Des affrontements ont éclaté à Tours où la manifestation rassemblait un millier de gilets jaunes. 35 blessés sont à déplorer : une vingtaine côté manifestants (dont un homme qui a eu une main arrachée en tentant de renvoyer une grenade assourdissante lancée par les policiers,), et 15 côté forces de l'ordre (certains ont été arrosés d'acide).

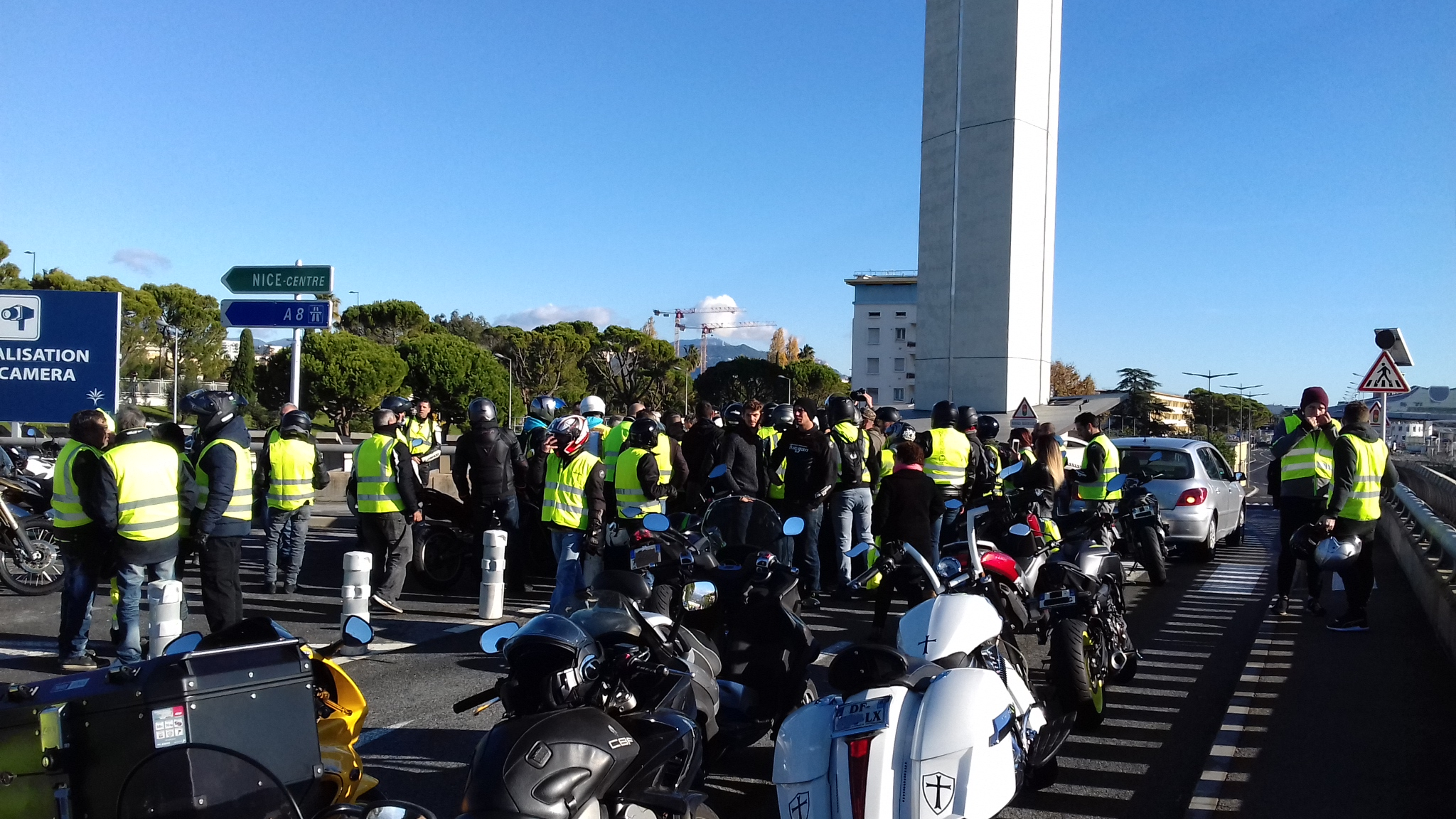
Opérations des Gilets jaunes à l'aéroport de Nice.

Dans le reste de la France en milieu d'après-midi, le ministère de l'Intérieur comptabilise plus de 1 600 rassemblements simultanés, dont 544 sites bloqués. Des actions très variées ont été conduites : des opérations péage gratuit, barrages filtrants ou occupation de ronds-points. À Nantes, plusieurs gilets jaunes ont réussi à s'introduire sur le tarmac de l'aéroport, provoquant des retards de vols,. D'autres ont immobilisé le bus qui ramenait l'équipe du FC Nantes, dans la nuit de vendredi à samedi, à l'aéroport d'Andrézieux-Bouthéon, après son match à Saint-Étienne. Certains manifestants ont bloqué les accès à l'aéroport de Nice et sont entrés dans le hall, provoquant également des retards. À Chambéry, les accès à un centre commercial ont été bloqués par des chariots entassés. Plusieurs centaines de gilets jaunes suivis d'une centaine de syndicalistes ont défilé dans le calme dans les rues de Rennes. À Lille, la mobilisation s'est renforcée : 2 500 personnes se sont réunies selon les organisateurs — 900 selon les forces de l'ordre —, contre 1 200 le 17 novembre et 700 le 24 novembre. Le cortège qui manifeste dans le calme sera rejoint par une manifestation organisée par la CGT,.
La préfecture du Puy-en-Velay a été prise d'assaut pendant la manifestation,. Des affrontements avec la police dégénèrent après que certains manifestants sont gazés avec des gaz lacrymogènes ; à la nuit tombée, des cocktails Molotov lancés sur la préfecture provoquent un incendie dans le bâtiment alors que des fonctionnaires sont à l'intérieur, et le préfet accuse les manifestants d'avoir empêché les pompiers d'y accéder,. Dix-huit gendarmes et policiers sont blessés et une douzaine d’interpellations sont effectués à la suite des affrontements, inédits dans cette ville. La préfecture des Hautes-Pyrénées a également été le lieu d'affrontements : 12 policiers ont été blessés et 8 manifestants placés en garde à vue à la suite des violences sur les policiers (jets de projectiles) et aux dégradations, essentiellement sur la grille de la préfecture que certains ont tenté de desceller. Le 4 décembre, le président de la République Emmanuel Macron a effectué une visite surprise au Puy-en-Velay pour constater les dégâts de la préfecture incendiée le 1er décembre. À la fin de sa visite dans la soirée, une vingtaine de manifestants qui l'attendaient l'on hué et insulté ; certains coursant le cortège présidentiel qui est alors protégé dans l'urgence par des membres du GSPR, après avoir été ralenti par la circulation,. La même scène s'est produite à la sortie du groupement de gendarmerie quelques minutes plus tard, au cours duquel le président sera exfiltré à l'arrière de la caserne par le service de protection rapprochée et les forces de l'ordre locales,.
Le 7 janvier 2019, un homme de 44 ans est condamné à deux ans de prison dont un an avec sursis, reconnu coupable d'avoir alimenté l'incendie. Quatre autres sont jugés en mars 2020 au cours duquel ils écopent de six mois à trois ans de prison.
Dans l'Outre-mer, la mobilisation est très peu suivie notamment en Martinique, Guadeloupe, Guyane, Mayotte ou la Polynésie, celle-ci mobilisant qu'une petite centaine de personnes,. Néanmoins à La Réunion, de nombreux blocages subsistent encore le 1er décembre malgré la visite de la ministre des Outre-mer, Annick Girardin, qui sera exfiltré sous les huées par son service d'ordre à la suite d'une réunion avec les Gilets jaunes. L'économie tourne au ralenti après quinze jours de blocage et un couvre-feu levé le 25 novembre,.
Dans la soirée, un automobiliste est décédé à Arles (Bouches-du-Rhône), après avoir percuté un poids lourd à l'arrêt en raison d'un bouchon provoqué par un barrage de gilets jaunes,. Dans la nuit de samedi à dimanche, à la suite d'un rassemblement, les locaux d’exploitation de Vinci Autoroutes, le peloton autoroutier de gendarmerie, ainsi que plusieurs autres bâtiments, ont été vandalisé, incendiés et détruits à Narbonne (Aude), le long de l’autoroute A9,. L'incendie du péage a été provoqué par une voiture en flammes transportée à l'aide d'un engin de chantier, avant que celui-ci ne bascule dangereusement en avant et n’enflamme à son tour l'ouvrage. Au moins cinq personnes sont interpellées dans la nuit, puis placées en garde à vue. En décembre 2019, à la suite d'une enquête de près d'un an, 31 prévenus sont jugés par le tribunal correctionnel de Narbonne pour le saccage du péage. 21 d'entre eux écopent de prison ferme. La peine la plus lourde concerne le conducteur de l'engin, un homme de 29 ans, condamné à six ans de prison dont une année avec sursis.
Dans le quartier du Fort-Nieulay à Calais, entre 22 h 30 et 03 h 00 du matin, 200 manifestants ont incendié neuf véhicules et vandalisé deux stations-service. Dix personnes ont été placées en garde à vue et deux agents de l’ordre ont été blessés,.

## Bilan
La troisième journée de mobilisation nationale des gilets jaunes a réuni quelque 136 000 manifestants selon un bilan du ministère de l'Intérieur et 809 500 selon le syndicat policier France Police – Policiers en colère,. La première journée nationale d'action le 17 novembre avait rassemblé 282 000 personnes, et la deuxième 166 000, dont 8 000 à Paris, selon l'Intérieur,. Un chiffre sous-évalué selon certains journalistes,.
Cet acte est considéré comme le plus violent depuis le début du mouvement de par ses affrontements et dégradations,,. La situation a totalement dégénéré entre certains manifestants et la police à Paris comme en région. Le ministère de l'intérieur a recensé des affrontements dans une trentaine de villes du pays,, certains rassemblements prenant une tournure insurrectionnelle,,, avec des symboles direct de la présence de l'État sur le territoire national pris pour cible,,,. D'après de hauts fonctionnaires et des gardiens de la paix, « l'Élysée aurait pu tomber » ce jour-là,,,.

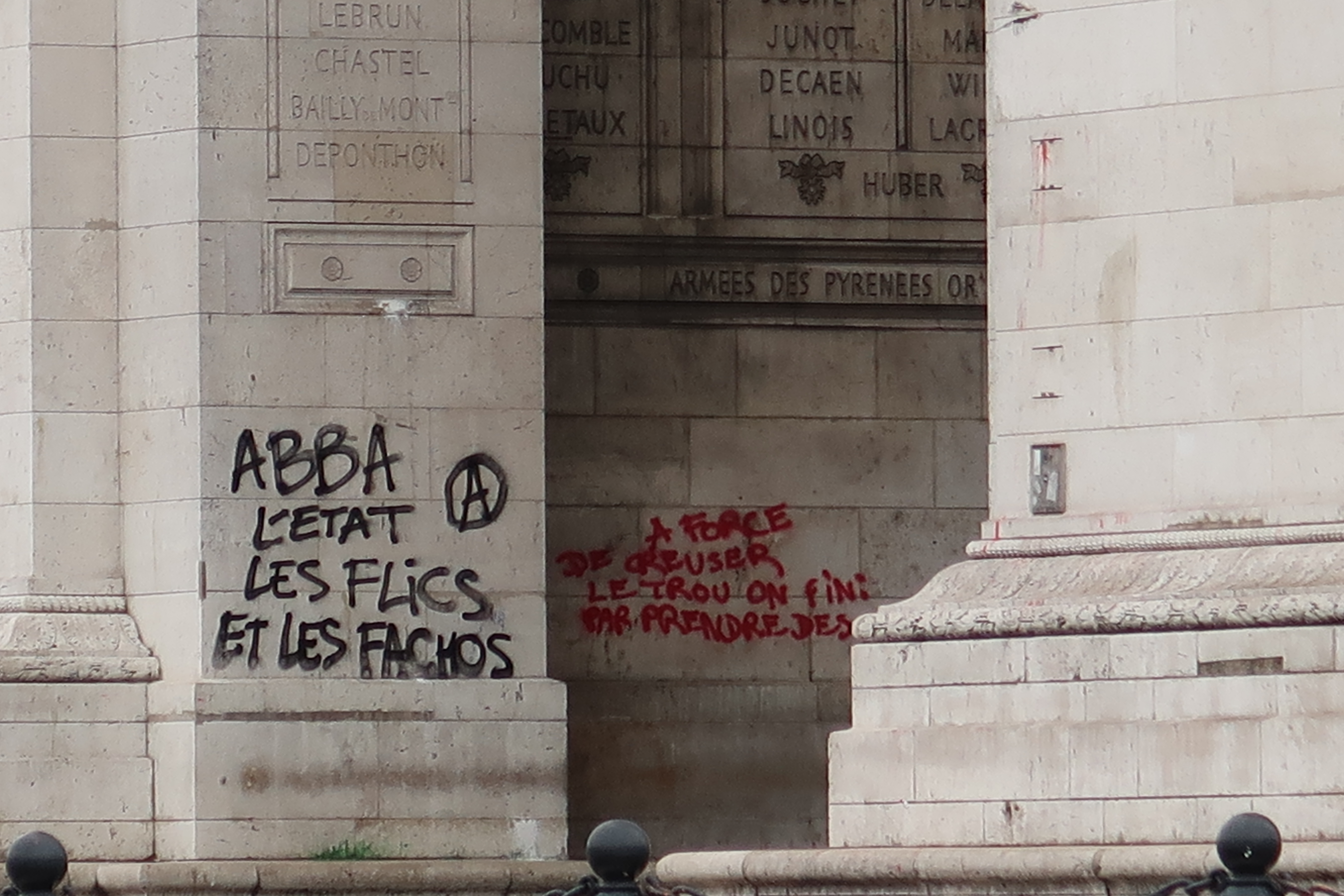
Tags anarchistes sur l'arc de triomphe au lendemain de l'acte III.

En effet à Paris, les émeutes d’intensités inédites ont pris un caractère spécial de par leurs propagations à divers endroits,, (cinq quartiers seront pris d'assaut), plusieurs forces hétéroclites étant à l'œuvre conjointement sur un même événement, (totalisant 3 000 à 5 000 casseurs,). D'une part, étaient présents les différents groupuscules de l'ultragauche, composés de groupes autonomes anarchistes, antifascistes ou des blacks blocs,, joints à des délinquants franciliens et jeunes de banlieues sans convictions idéologiques,,. De plus, les services de renseignements ont noté la présence de Gilets jaunes inconnus des services, s'étant laissés entraîner en prenant part aux violences,. Enfin, quelques individus issus de l'ultradroite, notamment des Zouaves Paris, de l'Action française, de L'Œuvre française, hooligans ou skinheads, qui n'agissaient pas en tant que groupe, mais plutôt à titre individuel ou en petits groupes,.

### Maintien de l'ordre

CRS protégeant l'Arc de triomphe de l'Étoile à la fin de la manifestation.

À Paris, où 5 000 membres des forces de l'ordre étaient mobilisés, la stratégie de maintien de l'ordre, un dispositif de type « fan-zone » qui consiste à donner aux manifestants l’accès à un périmètre fermé, s’est révélée défaillante, ; cela ajoutée à un « défaut de perception de la mobilisation », selon un acteur majeur du maintien de l'ordre. En effet, seules 500 personnes ont manifesté dans le périmètre sécurisée, alors que 8 000 autres ont sciemment choisi de se soustraire aux contrôles et de naviguer dans Paris. Les compagnies manquaient de mobilités et étaient mal préparé selon un CRS. Vraisemblablement, six compagnies républicaines de sécurité — contre deux déployées place de l’Étoile— avaient pour mission de garder des bâtiments officiels, tel que l’Hôtel de Matignon, limitant donc le nombre de policiers faisant face aux blacks blocs, casseurs sans convictions idéologiques, ou gilets jaunes séditieux,.
Rien que pour les CRS, 7 940 grenades lacrymogènes ont été utilisées en une seule journée à Paris,,, incluant les lanceurs multi-coups (LMC), les CM3 ou CM6 (lacrymogène et fumigène), et des grenades à main de type MP7. Ce chiffre oscillerait entre 10 000 et 15 000,, en incluant celles tirés par les gendarmes mobiles et de la CSI. Par ailleurs, 800 à 1 000 grenades de désencerclement et 339 grenades de type GLI-F4 ont été employées par les CRS,, une grenade assourdissante et lacrymogène composé d'une charge explosive de 25 grammes de TNT, qui est normalement employée de façon rare ; ce chiffre élevé révèle la violence des affrontements. Les policiers ont également fait usage de leurs lanceurs de balles de défense, qui, selon les sources, varie de 776 à plus de 1 000 tirs en une journée,. Côté gendarmes mobiles, ceux-ci ont tiré 3 800 grenades et 89 balles de défense dans la capitale. Quant aux canons à eau, ils ont projeté entre 136 000 à 140 000 litres d’eau,.

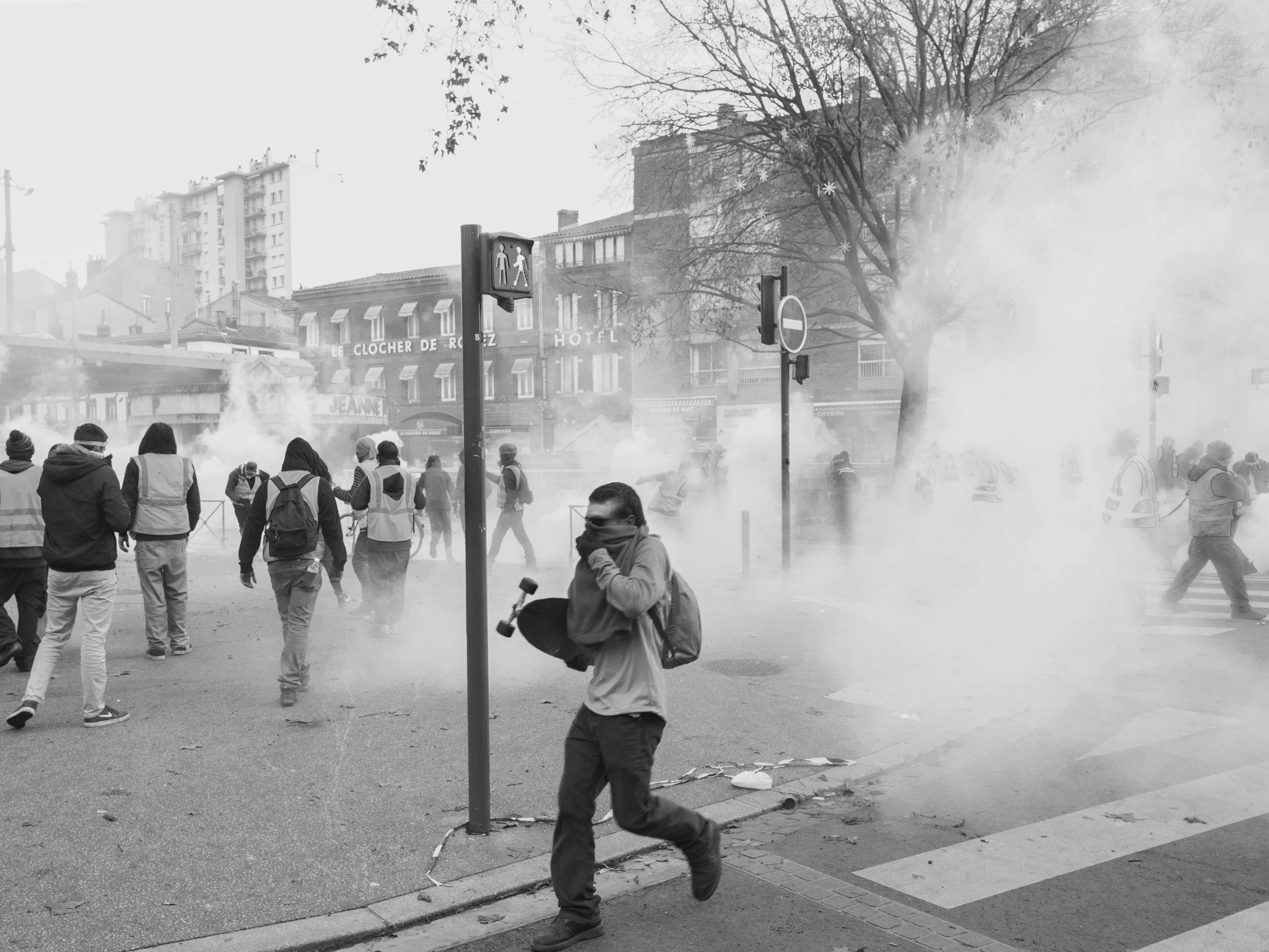
Tirs de grenades lacrymogènes après des heurts à Toulouse en marge de la manifestation.

Au total dans toute la France, la police a procédé à l'interpellation de 682 personnes, dont 630 ont fait l'objet d'une garde à vue. Concernant la capitale, 412 personnes ont été arrêtées, dont 378 placées en garde à vue (incluant 33 mineurs),. La plupart sont des hommes majeurs âgés de 30 à 40 ans venant souvent de province,, insérés socialement, n'appartenant à aucun mouvement ou organisation, avec un casier judiciaire vierge,. Ils comparaîtront essentiellement lundi 3 et mardi 4 décembre en comparution immédiate,.
Pour des dégradations sur l’Arc de triomphe, 14 personnes sont mises en examen un mois après, dont trois sont mises en cause (deux lycéens et un militant néo-nazi),. Le 25 juin 2019, trois jeunes hommes ont été arrêtés après avoir été identifiés grâce à l'analyse des empreintes ADN retrouvées dans le monument. Après plus plusieurs mois d'investigations, 8 des 10 personnes (venant des quatre coins de la France) jugées en mars 2021 sont condamnés à de l’emprisonnement avec sursis, à du travail d’intérêt général ainsi qu’à des amendes modestes,.

### Humain
Les affrontements entre forces de l'ordre et manifestants ont fait 263 blessés dans toute la France (133 à Paris), dont 5 graves, dont 81 membres des forces de l'ordre, selon un bilan officiel,,. Les violences intervenant envers des manifestants sont d’un niveau inédit en France, avec « des blessures hors du commun pour des manifestations »,.
Les plus graves (non exhaustives) concerne un homme de 28 ans (Benoit B.), originaire de Toulouse, placé en coma artificiel après avoir reçu un tir de LBD 40 au-dessus de l’oreille (œdème cérébral), ; Frank D., un jeune de 20 ans de Paris éborgné par un tir de LBD 40 ; Hedi (29 ans), perd son œil à cause d’une grenade de désencerclement au Puy-en-Velay ; Ayhan P. (52 ans), représentant syndical ayant eu la main arraché après avoir ramassé une grenade GLI-F4 à Tours, — l'affaire sera classée en septembre 2019 — ; et Frédéric Roy (35 ans), main également arrachée par une grenade GLI F4 à Bordeaux,. Dans la rue de Rivoli, à Paris, un homme est grièvement blessé après la chute d'une des grilles du jardin des Tuileries, arrachée par des manifestants,.
Côté force de l'ordre à Paris, 16 CRS ont été blessés et 211 contusionnés par des jets de boulons, de la peinture, des pavés ou de l'acide,. Pour la CSI, 10 policiers ont été blessés, parmi eux, plusieurs hospitalisés. Le nombre de blessés chez les gendarmes mobiles est inconnu, mais certains ont fait état de blessures importantes. Au total selon le ministère de l'Intérieur, le nombre de membres des forces de l'ordre souffrant de blessures plus ou moins grave s'élève à près de 300.
Dans la nuit, un automobiliste est décédé à Arles (Bouches-du-Rhône), après avoir percuté un poids lourd à l'arrêt (feu éteint) en raison d'un bouchon de 10 km sur la Nationale 113, provoqué par un barrage de gilets jaunes. La fourgonnette a percuté de plein fouet le poids lourd avant d’être à son tour percutée par un autre véhicule.
À Marseille, une Algérienne de 80 ans dénommée Zineb Redouane est blessée au visage par une grenade lacrymogène ayant atterri dans son domicile situé au quatrième étage, alors qu'elle fermait les volets pour éviter les fumées,. Elle meurt le lendemain d'un arrêt cardiaque alors qu'elle est dans le bloc opératoire,. Deux capsules de dix grammes de gaz lacrymogène sont retrouvées chez elle, projetées par des grenades MP7. Deux enquêtes sont ouvertes, une française et une algérienne.

### Matériel

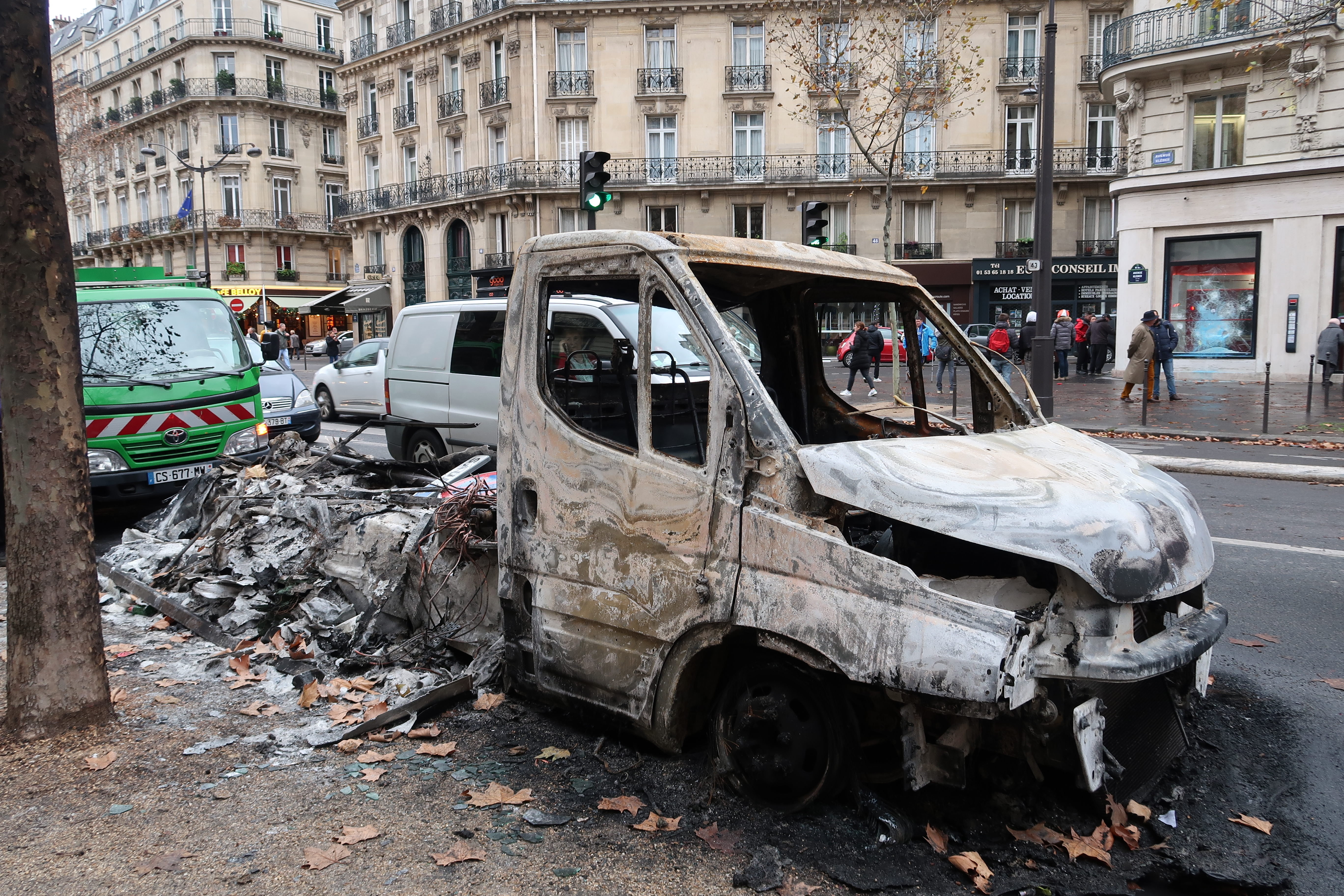
Un des nombreux véhicules incendiés par les casseurs avenue Kléber.

Selon le préfet de police de Paris Michel Delpuech, les pompiers sont intervenus sur 230 à 250 feux,, dont 112 concernent des véhicules,, 130 du mobilier urbain et 6 des bâtiments,. Des groupes de casseurs ont saccagé mobiliers urbains, engins et palissades de chantier, bouches d’incendie, vandalisé l'arc de triomphe de l'Étoile et dégradé plus de 200 commerces (40 d'entre eux seront pillés), bureaux et agences bancaires (dont 142 fortement affectées) dans l'ouest et le centre de Paris, notamment les XVIe, VIIIe, IXe et Ier arrondissements,.
Au total, 461 agents de propreté de la ville de Paris ont été mobilisés pour tout nettoyer. 30 bennes, pour un volume de 900 mètres cubes, ont été remplies en 3 jours de travail.   
Selon une estimation évoqué par la maire de Paris Anne Hidalgo, le coût des dégradations s'élèvent à 3 à 4 millions d'euros pour les seuls mobiliers urbains,, soit 3 à 4 fois plus que la semaine précédente. Ce chiffre ne prend pas en compte les dégradations commises aux Tuileries, contre les magasins et les destructions de véhicules. Une entreprise de mobiliers urbains estime que 175 vitres d'abribus et de panneaux publicitaires ont été cassées,.
Initialement chiffré à plusieurs centaines de milliers d'euros d'après Philippe Bélaval, le président du Centre des monuments nationaux, le coût des dégradations de l’Arc de Triomphe s'élève au total à plus d'un million d'euros,. Le monument est resté fermé au public pour plusieurs jours le temps des réparations. Rouvert partiellement le 12 décembre, le monument parisien est totalement restauré en mai 2019. En effet, cinq œuvres ont dû faire l’objet d’une restauration qui a pris plusieurs mois, notamment le célèbre moulage de La Marseillaise, le Génie de la Patrie (dégâts chiffrés entre 50 000 à 60 000 euros) et une grande maquette en plâtre du monument, qui datait des années 1930. Au total, l’ensemble des travaux a coûté 1,2 million d’euros, y compris les frais de restauration des œuvres.
À Toulouse, la facture s'élève à un million d'euros, dont 300 000 euros pour le réseau de transports en commun Tisséo.

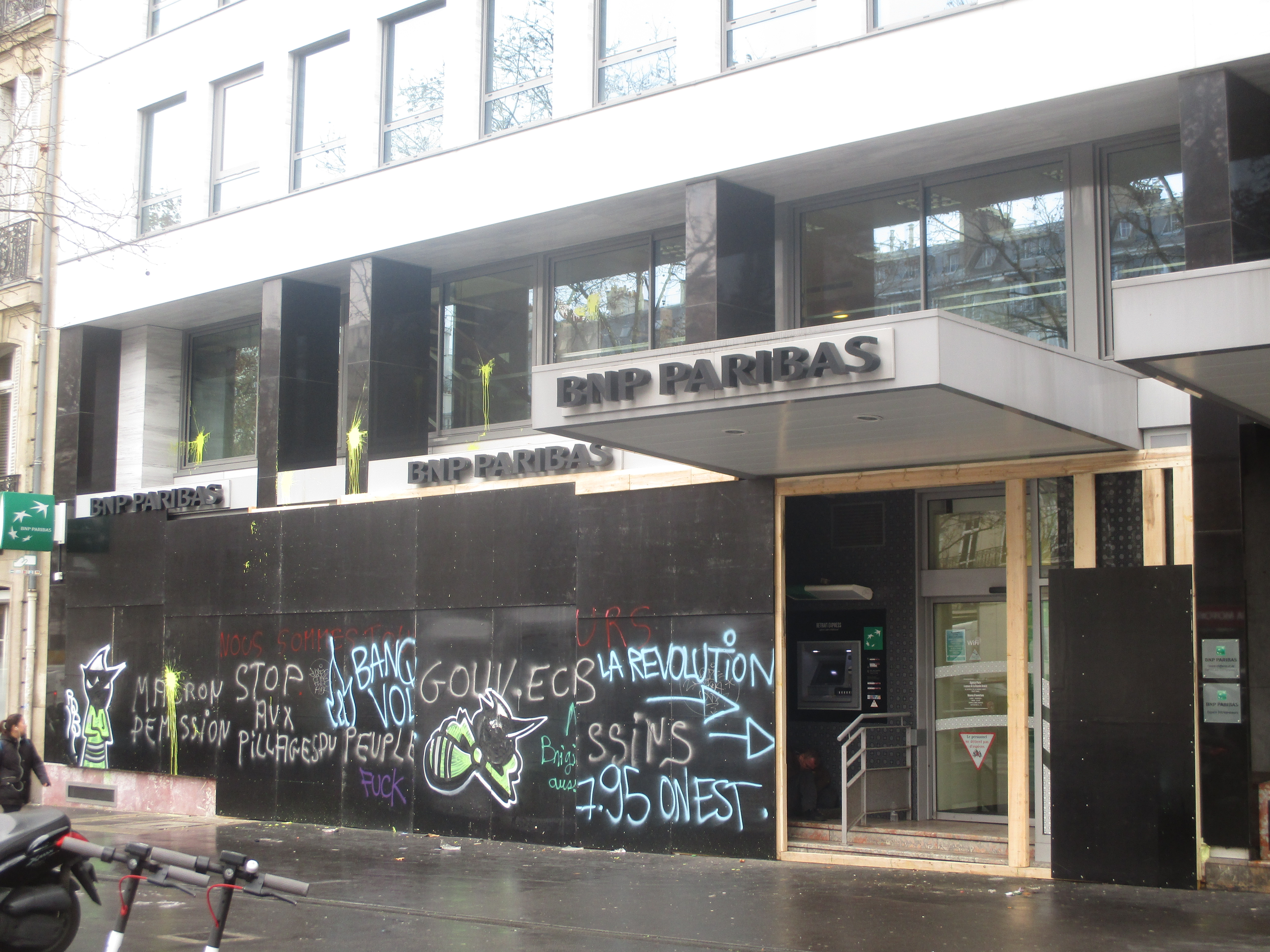
Façade d'une banque dans le de Paris.

Les banques ont été particulièrement prises pour cible lors des manifestations, (mise à sac, incendie, attaque à la disqueuse,,...). La Fédération bancaire française (FBF) faisait état dimanche d’une vingtaine d’agences bancaires vandalisées à Paris (et plus de 80 au total sur l'ensemble de la France), avec des dégâts variables, allant de simples dégradations sur des vitrines ou des distributeurs automatiques de billets extérieurs à un véritable saccage de l’intérieur. La Société générale fait état d’une douzaine d’agences touchées dans l’Hexagone, dont certaines « entièrement saccagées ».

## Conséquences

### Dans le maintien de l'ordre
Le dispositif policier mis en place pour les manifestations, qui suivent le 1er décembre 2018, est inédit en France. Selon l'historien Sylvain Boulouque, d'une façon générale, les violences policières suivent un excès de violences des manifestants. Ainsi après l'échec des forces de l'ordre à maintenir l'ordre ce 1er décembre 2018, la latitude d'intervention de la police sera plus importante et la violence policière justifiée par les autorités politiques. Les dégradations de l'acte III, notamment sur l'Arc de triomphe, entraînent un changement de dispositif pour l’acte IV,, en l'occurrence la généralisation des arrestations sur des motifs flous, des mesures administratives d’interdictions de manifester, le blocage des bus sur les autoroutes, la surveillance à l’arrivée des trains, les fouilles des sacs et confiscation de matériel de premiers secours des Street medics, des dispersions, etc,. Lors de l'acte IV, près de 2 000 personnes sont interpellées dans toute la France, dont 1 082 à Paris (pour 975 gardés à vue), du jamais vu pour une manifestation,.
Le mardi 4 décembre, la commission des lois du Sénat convoque Christophe Castaner et Laurent Nuñez pour les interroger sur leur gestion des débordements du week-end,. Cette audition porte également sur « les dispositions nouvelles qui doivent impérativement être prises pour prévenir la répétition et l’aggravation de ces troubles d’une extrême gravité, sans porter atteinte au droit constitutionnel des Français d’exprimer leurs opinions et leur mécontentement par des manifestations non violentes. »
La doctrine du maintien de l'ordre, qui remonte au préfet Philippe Massoni, totalement dépassée, est revue totalement,. Celle-ci consistait à maintenir à distance des manifestants afin d'éviter un dangereux corps-à-corps,. En effet, le mouvement des Gilets jaunes refuse de se voir assigner un lieu pour manifester et aucun parcours n'est déclaré comme c’est le cas dans des manifestations traditionnelles. Pour l'acte IV, la stratégie s’adapte tout en changeant l’état d’esprit du maintien de l’ordre français classique pourtant reconnue dans le monde,.
Au lieu d'utiliser les policiers et les gendarmes statiques déployés depuis une position fixe comme ce fut le cas lors de l'acte III (stratégie de défense de lieux symboliques choisis à l'avance), la priorité est donnée à la mobilité des unités, davantage de réactivité et d’initiative sur le terrain,,. Le périmètre statique autour de l’Élysée est allégé (passant progressivement de onze à sept unités) et les forces sont redisséminées dans la capitale. Des détachements d’action rapide sont créés,, chaque unité lourde de CRS et de gendarmes mobiles ayant derrière elle des groupes d'une dizaine de policiers ou de gendarmes en civil (BAC et BRI,), légèrement équipés, pour aller chercher immédiatement les casseurs,. Les chefs d'unités ont alors reçu des ordres quasiment en temps réel pour réagir immédiatement afin de limiter les dégradations. Ce changement radical de stratégie met l’accent sur une volonté accrue d’interpeller au plus vite les personnes se rendant coupables d’infraction, et ce au prix d'un bilan humain préoccupant,, tout en usant beaucoup plus modérément des grenades lacrymogènes.
Certains syndicats de police, notamment Alliance, demandent le renfort de l’armée pour garder les lieux institutionnels afin de soulager les forces mobiles d’intervention, tout en réclamant le retour de l'état d'urgence, une option non écartée par le ministre de l'Intérieur Christophe Castaner.
C'est dans ce contexte de changement de stratégie, à la suite de l'« électrochoc du 1er décembre »,, que seront créées à compter de mars 2019 les Brigades de répression de l'action violente motorisées (BRAV-M), unités composées de binômes de policiers à moto créés par le préfet de police de Paris Didier Lallement pour permettre aux forces de l'ordre d'être très réactives face aux groupes de manifestants violents,.
Cette nouvelle doctrine est désormais enseignée dans les centres de formations des policiers et gendarmes où l’apprentissage se fait notamment en rejouant les affrontements inédits du 1er décembre,.

### Économiques

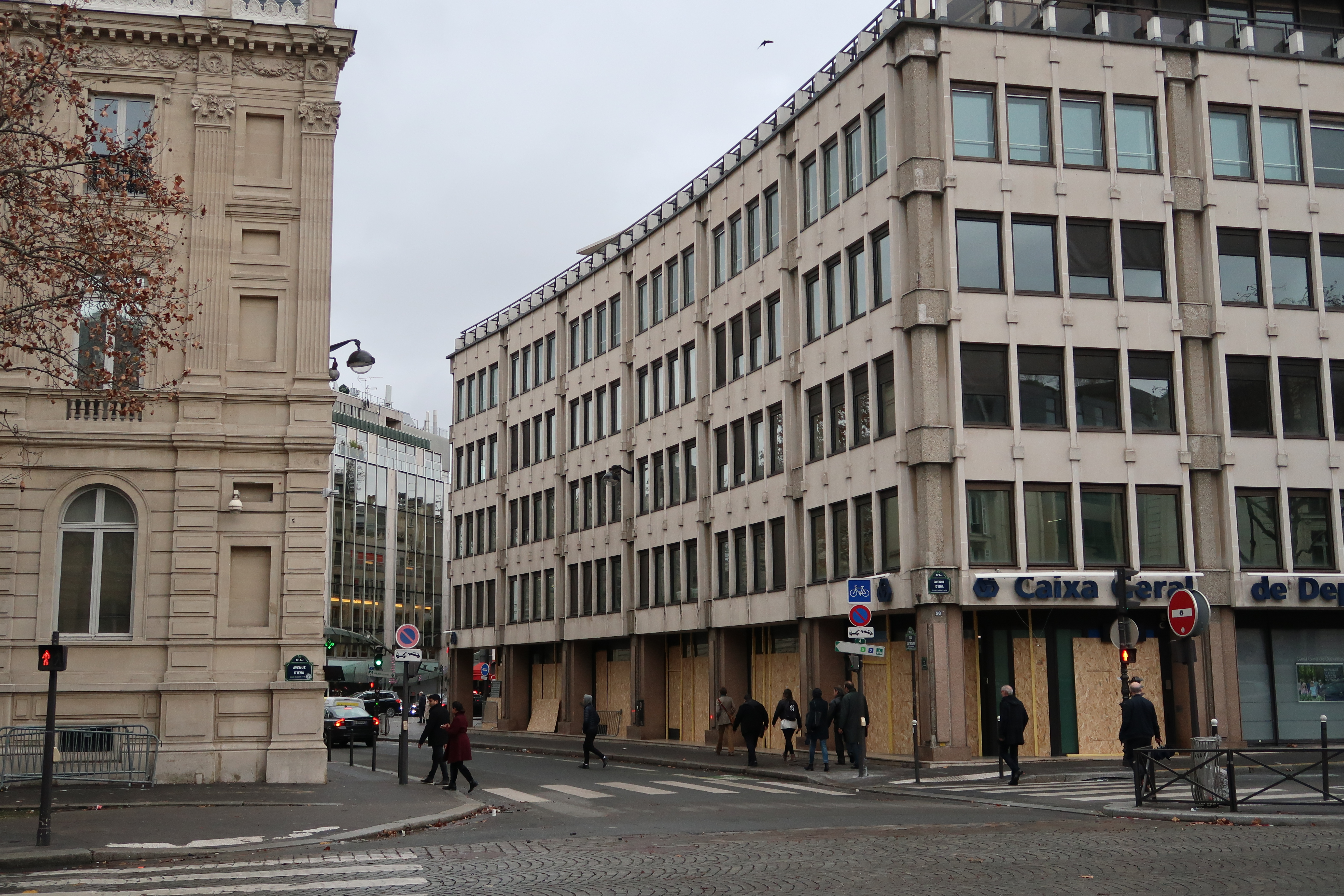
Banque barricadée avenue d'Iéna, près de la place Charles-de-Gaulle (Paris, 16e). Photo prise le lendemain de la manifestation.

De nombreux secteurs ont été touchés par les manifestations et les professionnels ont subi de lourdes pertes de chiffre d'affaires. À Paris, et notamment sur la « plus belle avenue du monde » qui fut épargnée par les violences, les ventes étaient quasiment à l'arrêt selon le directeur général du comité Champs-Élysées Édouard Lefebvre, qui fait état de 8 millions d'euros perdus,. À Lyon, les pertes sont allées jusqu'à 70 % dans les zones impactées par les blocages. La grande distribution anticipe des baisses de 15 % à 25 %, tandis que le secteur de la boucherie-charcuterie fait état de baisses entre 15 et 40 % selon les zones. Au total pour les commerçants, la perte de chiffre d'affaires se calcule en milliards d'euros (le recul des ventes risquant de dépasser 30 %) pour ce troisième samedi de mobilisation. L'activité des cartes bancaires a notamment montré une activité moins forte ce samedi (400 000 transactions en moins), selon l'organisme Cartes Bancaire.
Plus de 200 entreprises ont demandé au gouvernement de financer des mesures de chômage partiel à suite des violences dans les quartiers huppés de Paris,. Plusieurs commerçants ont vu leurs boutiques pillées, leurs vitrines brisées et leurs marchandises détériorées — conduisant parfois à leur fermeture, —, notamment un magasin de lunettes situé à proximité du boulevard Haussmann, où le coût des réparations est estimé à 50 000 euros.
Selon Roland Héguy, président de la Confédération des acteurs du tourisme, les « scènes d’émeutes vont décourager les touristes étrangers » à venir dans le pays, la manifestation du 1er décembre ayant « massacré l’image accueillante de Paris et de la France, compromettant ainsi les fêtes de Noël ». En conséquence, les taux de remplissage des hôtels parisiens affichent un recul de plus de 2 points sur les 3 jours du week-end avec un pic observé pour le dimanche, jour suivant la manifestation. À titre d'exemple, le groupe hôtelier MKG Group annonce le 4 décembre l'annulation de 35 000 nuitées pour le mois de décembre, soit une baisse de réservations de 30 à 35%.
La maire de Paris Anne Hidalgo indique que « ces scènes de violences, qui entraînent des dégâts sur l'attractivité touristique et économique de Paris, auront un impact fort sur toute l'économie du pays ».
Dans un communiqué publié le 3 décembre, l'Association nationale des industries alimentaires, avance des pertes de près de 13,5 milliards d'euros pour l'ensemble du secteur agroalimentaire, soit près de 20 % du chiffre d'affaires global de l'industrie française. Le secteur du transport est également touché de plein fouet : les camions sont bloqués notamment à cause des centaines de kilomètres de bouchons ou dans les zones logistiques, sans pouvoir livrer, dû aux nombreux barrages filtrants mis en place par les Gilets jaunes.

## Impact médiatique
Les scènes de chaos — plus particulièrement les attaques de l'Arc de Triomphe et de bâtiments gouvernementaux, — ont surpris la presse étrangère et les images de violence dans la capitale font la une des journaux internationaux,. Nombreux sont ceux à s’attarder sur ces scènes alarmistes : le journal britannique The Sun évoque le début d'une révolution, le journal espagnol El País écrit que « Paris brûle »,, alors que le journal allemand Die Welt parle d'une « escalade de la violence ». Selon Hamdam Mostafavi, rédactrice en chef de Courrier international, il s'agit de la première fois depuis les émeutes de 2005 dans les banlieues françaises qu'un mouvement de contestation français suscite autant d'intérêt à l'étranger. Cet intérêt pour la violence spectaculaire du mouvement n'est sans doute pas uniquement une question de sensationnalisme : « À travers ses pratiques collectives, le mouvement des gilets jaunes a fait resurgir l’interrogation sur la légitimité de la violence politique de masse, qui s’était effacée depuis la fin des années de plomb puis devant l’irruption des groupes djihadistes ».
Bon nombre de médias étrangers tablent cependant sur une vision plus atténué des scènes de violences. La chaîne de télévision britannique BBC News prend soin de rappeler que ces débordements ont lieu en marge de la manifestation, composé en majorité de pacifistes.
En France, la journée de mobilisation du 1er décembre contribue à une « panique médiatique croissante » face au mouvement. Alors que les premières inquiétudes des éditorialistes portaient sur les conséquences des blocages sur l'économie, ce sont désormais les revendications du mouvement et les scènes de violences lors des manifestations qui apparaissent dans le viseur médiatique,,. Dans ce contexte, cette couverture médiatique du mouvement amplifiera le sentiment de méfiance des Gilets jaunes vis-à-vis des médias, accusés de « privilégier toujours les informations sensationnelles ou la violence »,, notamment pour discréditer le mouvement,. Les débordements du samedi et dimanche captent en effet toute l'attention, les affrontements avec la police ou les pillages représentant en réalité moins de 1 % de toutes les actions menées durant l'acte III — qui étaient dans leur immense majorité des actions pacifiques (blocage de ronds-points, de péages, de centres commerciaux, occupations, manifestations).
À la suite de la couverture mondiale qui est donnée aux violences et destructions de ce troisième samedi de manifestations, l'article sur le mouvement des Gilets jaunes sur Wikipédia, traduit en 12 langues en date de l'après-midi du 1er décembre, passe à 23 langues quatre jours plus tard, marquant ainsi la visibilité internationale acquise par le mouvement.
Lors de ce troisième samedi de mobilisation se généralise le chant populaire On est là adapté de la version entonnés par les supporteurs de football, reprise encore aujourd'hui par les manifestants, notamment lors des manifestations contre la réforme des retraites.

### Médiatisation des violences policières
La journée est marquée par une escalade de violences, au cours duquel les premières scènes de violences policières sont médiatisés,,, initialement ombragés par les affrontements entre manifestants et forces de l’ordre.
En fin de journée, une trentaine de manifestants et quelques journalistes trouvent refuge dans un fast-food situé sur l’avenue de Wagram, à proximité de l’Arc de Triomphe,. Une douzaine de CRS, arrivés sur place quelques minutes après, pénètrent dans l’établissement et frappent violemment plusieurs manifestants à l’aide de matraques. La scène, filmée par plusieurs journalistes, donnera lieu à l’ouverture d’une enquête préliminaire confiée à l’Inspection générale de la police nationale (IGPN). Les investigations rencontrent notamment des ralentissements pendant près d'un an,. Cependant, fin juin 2020, 4 membres de la 43e Compagnie Républicaine de Sécurité (CRS) de Chalon-sur-Saône ont été identifiés et mis en examen pour « violences volontaires par personne dépositaire de l'autorité publique »,.
Dans le 8e arrondissement de Paris, une vidéo montre un homme fuyant rattrapé par neufs membres des forces de l'ordre, puis tabassé au sol à coups de pied et de matraques télescopiques,. L'affaire est également confiée à l'IGPN.
Dès lors, depuis le 4 décembre 2018, le journaliste David Dufresne effectue un travail de compilations sur son compte Twitter,. Il recense les témoignages de blessés pendant les actes du mouvement des Gilets jaunes et dénonce ainsi les violences policières et les « dérives » du maintien de l'ordre,.

## Perception de la mobilisation
Face à ces événements et ces scènes de violence à répétition, 69 % des Français condamnent sans réserve les violences du 1er
décembre, selon un sondage IFOP,. Pour autant, à la grande surprise du gouvernement qui avait parié sur un retournement de l’opinion, les deux samedis d’émeutes des actes II et III n’ont pas altéré le soutien et la sympathie au mouvement qui se maintenaient à un niveau élevé passant de 71 % avant l’acte III à 72 % après,.
|                                | Lors de l’acte III - décembre 2018 |
| ------------------------------ | ---------------------------------- |
| Condamnation                   | 69 %                               |
| Compréhension sans approbation | 32 %                               |
| Approbation                    | 5 %                                |
| Total                          | 100 %                              |

Concernant les personnes se définissant comme gilets jaunes, près de 40 % d'entre eux comprennent sans approuver et 9 % approuvent le recours à la violence.
La condamnation n’est donc partagée que par 51 % des gilets jaunes au début du mois de décembre. Un mois plus tard, ils ne sont plus que 30 % à adopter cette attitude réprobatrice.
|                                | Après l’acte III (3-4 décembre) | Après « l’affaire Dettinger » et l’attaque du ministère (8-9 janvier) | Évolution |
| ------------------------------ | ------------------------------- | --------------------------------------------------------------------- | --------- |
| Condamnation                   | 51 %                            | 30 %                                                                  | -21 pts   |
| Compréhension sans approbation | 40 %                            | 55 %                                                                  | +15 pts   |
| Approbation                    | 9 %                             | 15 %                                                                  | +6 pts    |
| Total                          | 100 %                           | 100 %                                                                 |           |

Selon un sondage mené les 3 et 4 décembre, la majorité des Français considère que les chaînes télévisées sont responsables de la hausse de la violence des Gilets jaunes ainsi que de l'ampleur du mouvement. 90 % des personnes interrogées trouvent que le gouvernement n’a pas été « à la hauteur des événements »,.

## Réactions et réponses politiques
À la suite des nombreux incidents, de nombreuses personnalités politiques ont réagi,. Dès la mi-journée, le premier ministre Édouard Philippe dénonce « des éléments perturbateurs venus en découdre avec les forces de l'ordre avec une violence rarement atteinte » tandis que Christophe Castaner, ministre de l'Intérieur, estime que les attaques contre les forces de l'ordre et les symboles du pays sont « une insulte à la République », avant d'avouer « on était pas préparé à ce niveau de violence ». Selon le préfet de police de Paris Michel Delpuech, les violences ont été « extrêmes et inédites dans les rues de Paris ».
Sur les réseaux sociaux, la maire de Paris Anne Hidalgo fait part samedi de sa « profonde indignation » et de sa « grande tristesse » face aux violences dans la capitale en marge des manifestations,, et annonce dans la foulée une réunion d'une cellule de crise à l'hôtel de ville avec tous les maires d'arrondissement et les services de la ville concernés. Du côté de l'opposition, Laurent Wauquiez demande de soumettre des mesures au référendum, cherchant ainsi un « geste d'apaisement », face à une violence qu'il qualifie d'inacceptable et que rien ne justifie, tout en pressant l’exécutif de « rétablir de l'ordre ». Marine Le Pen et Jean-Luc Mélenchon pointent du doigt le gouvernement : la présidente du Rassemblement national estime que l’exécutif porte « une responsabilité dans l’aggravation de la situation et la situation insurrectionnelle », quant au président de La France insoumise, il dénonce la gestion « catastrophique » de la colère ; tous deux proposent au président la dissolution de l'Assemblée nationale.
Dans la soirée, Emmanuel Macron, assistant au G20 en Argentine, déclare depuis Buenos Aires qu'il « n'accepterait jamais la violence », qui selon lui, n'a « rien à voir avec l'expression d'une colère légitime ». En guise de réponse de la crise à la suite de la réunion tenue le dimanche à la mi-journée — le matin même après avoir constaté de lui-même les dégâts à la place de l'Etoile—, il demande au premier ministre de recevoir les chefs de partis politiques représentés au Parlement et des représentants des Gilets jaunes (qui eux refuseront de le rencontrer) dès le lundi 3 décembre,.
Le 4 décembre, à la suite des entretiens, Édouard Philippe revient sur la position du gouvernement, décrétant un moratoire de six mois sur la hausse annoncée des taxes sur les carburants,. Cette annonce est jugée insuffisante par les Gilets jaunes et l'opposition au Gouvernement,. Le lendemain, la présidence de la République annonce que la hausse des taxes ne figurera pas dans le projet de loi de finances pour 2019,.